# جيرمن ميدينا تريفينو
جيرمن ميدينا تريفينو (توفي في 30 مارس 2021) كان سياسيًا كولومبيًا. شغل منصب حاكم مقاطعة كاكيتا من عام 2010 إلى عام 2011.

## السيرة الشخصية
في الجامعة درس تريفينو المحاسبة وتكنولوجيا الضرائب وإدارة التسويق. كعضو في الحزب الليبرالي الكولومبي، شغل عدة مناصب سياسية. في عام 2003 خاضوا دون جدوى لمنصب عمدة فلورنسا.
يُزعم أن تريفينو الذي اتُهم بصلات مع الجماعات شبه العسكرية في مقاطعة هويلا، على صلة بوفاة الأساتذة هيكتور مانريكي بينويلا وخيسوس ماريا كويلار في عام 2000. بسبب هذه الأحداث والصلات المزعومة بقوات الدفاع الذاتي المتحدة في كولومبيا، تم سجنه في في بوغوتا في مارس 2012، ولكن تم الإفراج عنه بسبب مخالفات في محاكمته. لقد أنكرت أي مزاعم بوجود صلات بجماعات شبه عسكرية.
من عام 2008 إلى عام 2010 عمل تريفينو كمساعد لمجلس النواب الكولومبي. في عام 2010 تم انتخابه حاكمًا لمقاطعة كاكيتا في عام 2010 بعد اغتيال الحاكم الحالي لويس فرانسيسكو كويلار على يد القوات المسلحة الثورية لكولومبيا. تلقى إجمالي 36.960 صوتًا بدعم من حزب المحافظين الكولومبي والقطب البديل الديمقراطي. كان منافسه الرئيسي كارلوس أورلاندو كوييار من الحزب الاجتماعي للوحدة الوطنية، ابن شقيق الحاكم السابق الراحل.
من عام 2020 حتى وفاته في عام 2021 عمل تريفينو كمستشار لعمدة فلورنسيا لويس أنطونيو رويز.
اغتيل جيرمان ميدينا تريفينيو في 30 مارس 2021 أثناء مغادرته منزله في قطاع توراسو في فلورنسيا من قبل اثنين من القتلة على متن دراجة نارية. وقدمت السلطات مكافأة قدرها 50 مليون دولار للحصول على معلومات عن القتلة. أثار مقتله ردود فعل من العديد من الشخصيات السياسية، بما في ذلك موريسيو جوميز أمين وبابلو كاتاتومبو وتيمليون خيمينيز.